# Ханс Фридрих фон Бранденщайн
Ханс Фридрих фон Бранденщайн (на немски: Hans Friedrich von Brandenstein; * 1634; † 10 октомври 1697) е фрайхер от род Бранденщайн от Тюрингия.
Той е син на фрайхер Хиронимус фон Бранденщайн († 1640) и съпругата му Сибила фон Тюна (* ок. 1595), дъщеря на Ханс фон Тюна и Сибила фон Гайлсдорф. Внук е на фрайхер Филип фон Бранденщайн (1560 – 1620) и Маргарета фон Ватцдорф (1562 – 1621). Роднина е на фрайхер Георг Вилхелм фон Бранденщайн (1679 – 1762).
Резиденцията на фамилията е замък Бранденщайн при град Ранис. През 1486 г. император Фридрих III издига прапрадядо му Хайнрих фон Бранденщайн от Ранис († пр. 13 април 1495) и неговите потомци на имперски фрайхер.

## Фамилия
Ханс Фридрих фон Бранденщайн се жени на 27 ноември 1653 г. за Доротея Сузана фон Випах, дъщеря на Ханс Кристоф Хайнрих фон Випах и Лудмила фон Бранденщайн. Доротея Сузана фон Випах е по майчина линия първа братовчедка на фрайхер Кристоф Адам фон Бранденщайн (1642 – 1715) и фрайхер Адам Вайганд фон Бранденщайн († 1691). Те имат децата:
- Ханс Хайнрих фон Бранденщайн (* 21 март 1657, Грефендорф; † 10 май 1739, Грефендорф), женен ок. 1693 г. за Мария Елизабет фон Лангенхаген († 13 юли 1729, Грефендорф); бездетен
- Ханс Мелхиор фон Бранденщайн (* 28 септември 1660, Грефендорф; † вер. пр. 1698)
- Ханс Кристоф фон Бранденщайн (* 28 юли 1664, Грефендорф; † 14 март 1745, Грефендорф), женен на 10 април 1687 г. в	Грефендорф за Елизабет фон Беуст (* ок. 1662); имат син
- Амалия Доротея фон Бранденщайн (* 15 октомври 1668, Грефендорф; † сл. 1739)

Ханс Фридрих фон Бранденщайн се жени втори път на 23 май 1678 г. в Грефендорф за Йохана Елизабет фон Зайдевитц (* 2 март 1653, Редерсдорф при Плауен), дъщеря на Ернст фон Зайдевитц. Те имат децата:
- Йохана Магдалена фон Бранденщайн (* 30 юни 1684, Грефендорф), омъжена за ауз дем Винкел
- Ханс Фридрих фон Бранденщайн (* 1686; † 1716, Самоск, Полша)
- Йохан Август фон Бранденщайн (* 22 декември 1689, Грефендорф; † 9 април 1764, Грефендорф), женен на 25 ноември 1721 г. в Грефендорф за Йохана Бибиана фон Кюкбуш (* ок. 1700; † 30 май 1759, Грефендорф)
- Болита Кристиана фон Бранденщайн (* 8 ноември 1691, Грефендорф; † пр. 1764), омъжена на 2 юни 1721 г. в Грефендорф за Каспар Рудолф фон Шьонберг
- Ханс Рудолф фон Бранденщайн (* 3 ноември 1694, Грефендорф; † 28 април 1729, Грефендорф)